# ゆるふわギャング
ゆるふわギャングは日本のヒップホップユニットである。ラッパーのRyugo IshidaとNENE、プロデューサー・トラックメーカーのAutomaticにより構成される。2016年結成。

## ユニット結成以前の来歴

### Ryugo Ishida

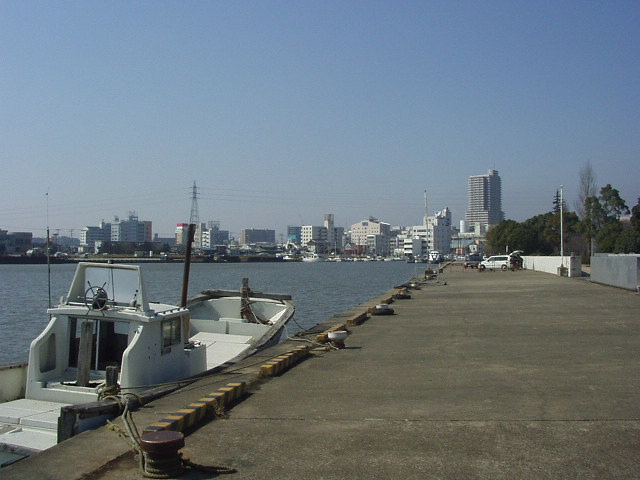
土浦港。

Ryugo Ishida（旧名義：DUDE）は1993年、茨城県土浦市で男2人・女2人の4人きょうだいの長男として誕生した。小学校2年生のときに両親が離婚し、その後彼が父親に会う機会は1度しか無かった。離婚前、父親から頻繁に虐待を受けていたRyugoは再会を怖がっていたが、その時の父は彼の言うことを何でも聞いてくれた。Ryugoはそのことを「凄い嬉しかったんです」と追憶している。Ryugoは父親とまた次に会う約束もしていたものの、結局連絡は途絶えてしまった。Ryugoはその後、手紙で父親が事故死した事を知った。
Ryugoは小学5年生頃からはあまり学校に行かないようになり、中学校に進学したあともどこかで寝ているか、保健室にいることが多かった。中学1年生のときに小学生時代から続けていたサッカーを辞めて「グレはじめた」ものの、バイクに興味がなく、また地元に暴走族が存在しなかったこともあり暴走族には入らなかった。中学1年生のとき付き合っていた初めての彼女がレイプされたことや、中学2年生のとき新しい父親が借金を苦に自殺未遂をしたことなどもあり、Ryugoの厭世観（）は高まっていった。
3つ年上のヒップホップ好きな従兄弟に憧れており、彼のファッションをまね、改造した学生服やディッキーズを着て街にたむろするのが好きだった。従兄弟の影響でRyugoはZeebraの『Street Dreams』やエミネムの『カーテンコール』などのラップ音楽を聴くようになった。学校には行かずに夕方まで寝て、夜中は外に遊びに行くといった生活を続けた。中学3年生の頃、ヒップホップ好きな先輩に連れられ、初めてのクラブを経験したRyugoは、帰り際に地元土浦のラッパーであるDEAR’BRO（ディアブロ）に呼び止められCDを貰った。DEAR’BROの楽曲に圧倒されたRyugoはラッパーになることを決意し、すぐさまCDの裏に書かれていた彼の電話番号に連絡した。翌日RyugoはDEAR’BROに食事に誘われ、1週間後には「ステージに立て」と言われ、彼のサイドMCを勤めることとなった。Ryugoはヒップホップの「ゲットーを抜け出す」というカルチャーに惹かれ、「今の現状から抜け出すには音楽しかない」と感じるようになった。
| 「                                                       | ボンタンと短ランでキメる 白い目で見てる舐めたやつシメる 女泣かしたやつを探し出す 狂った時計の針が回り出す ここは地獄腐った世界さ 金持ちがまじでそんな偉いか 首吊るパパとかおれは見たくない 学校じゃ何も教えてはくれない | 」 |
| —Ryugo Ishida（『EverydayIsFlyday』収録『Fifteen』より） | |    |

Ryugoは自分でも曲を作り始めるようになった。歌詞を乗せるためのインストを持っていなかったRyugoは、ヴィレッジヴァンガードで購入したスタジオジブリの作品集のインストにラップを載せた。これがRyugoの作ったはじめての楽曲だったが、これは本人にとってもあまり格好いいと思えるものではなかった。次にRyugoは友人5人と共にDef Techをビートジャックした『Dear my friend』という曲をレコーディングした。彼のはじめてレコーディングした曲は、孤児院に入っている友人が親元に帰れるようになったことを記念して作られたものだった。学校でスニーカーや携帯電話を盗んで資金を作った彼らはMTRを購入し、ますます音楽の制作活動に入れ込むようになった。この5人での活動は高校入学頃まで続いた。Ryugoは仲の良い先輩を追いかけ「ちょっとノリで」高校に入学したが、真面目に授業を受けることは無く、昼はリリックの制作、夜はクラブ遊びに熱中した。Ryugoは高校1年生のときから20過ぎまで毎偶数月に「Young Blood」というイベントを開催した。イベントは盛況し、15～16人ほどの規模のクルーが自然発生した。このクルーは第4回9sari Station Champを獲得し、漢、ダースレイダーらから「顔は〈和〉なんだけれど逆にイカしている」「土浦の今のノリがパッケージされている」などのコメントを貰っている。また、2015年10月にはSEEDAとDJ ISSOのコンピレーション・アルバム『CONCRETE GREEN 13』に『やりたいことやる』で参加している。
高校を卒業し、Tシャツプリント店でアルバイトをしながら楽曲制作を続けていたRyugoは「このままではまずい。自分にしかできないことはないか」と思い、友達2人と土浦駅前のショッピングモールに「YBC」という古着店をオープンするも、この店は1年ほどで廃業してしまう。この頃、Ryugoは地元のイベントのミーティングでトラックメーカーのAutomaticと出会った。RyugoはAutomaticに「俺、あと2年で売れたいんですけど自分をプロデュースしてください」と頼み込んだ。RyugoはAUTOMATICに楽曲提供とアドバイスを受けつつトラップを練習し、半年に1回ずつ『1993』というフリーダウンロードのEPを出すようになった。2016年5月に発売された1stアルバム『EverydayIsFlyday』は『1993』を3枚出したあと、この取り組みの集大成として制作されたものだった。このアルバムを出したあと、Ryugo IshidaはMCネームをそれまで使っていた「DUDE」から自分の本名である「Ryugo Ishida」に変更した。
| 「                                          | ”EverydayIsFlyday” は過去の自分で、今その次元に自分はいないというか、、。こういう内容のアルバムは今作れないし、今まで DUDEって言う名前でやってきてて、このアルバムを出すタイミングから死んだ父親が付けてくれた名前、本名の “Ryugo Ishida” で勝負していこうって思ったんですよ。 | 」 |
| —Ryugo Ishida（Ryugo Ishida INTERVIEWより） | |    |

### NENE

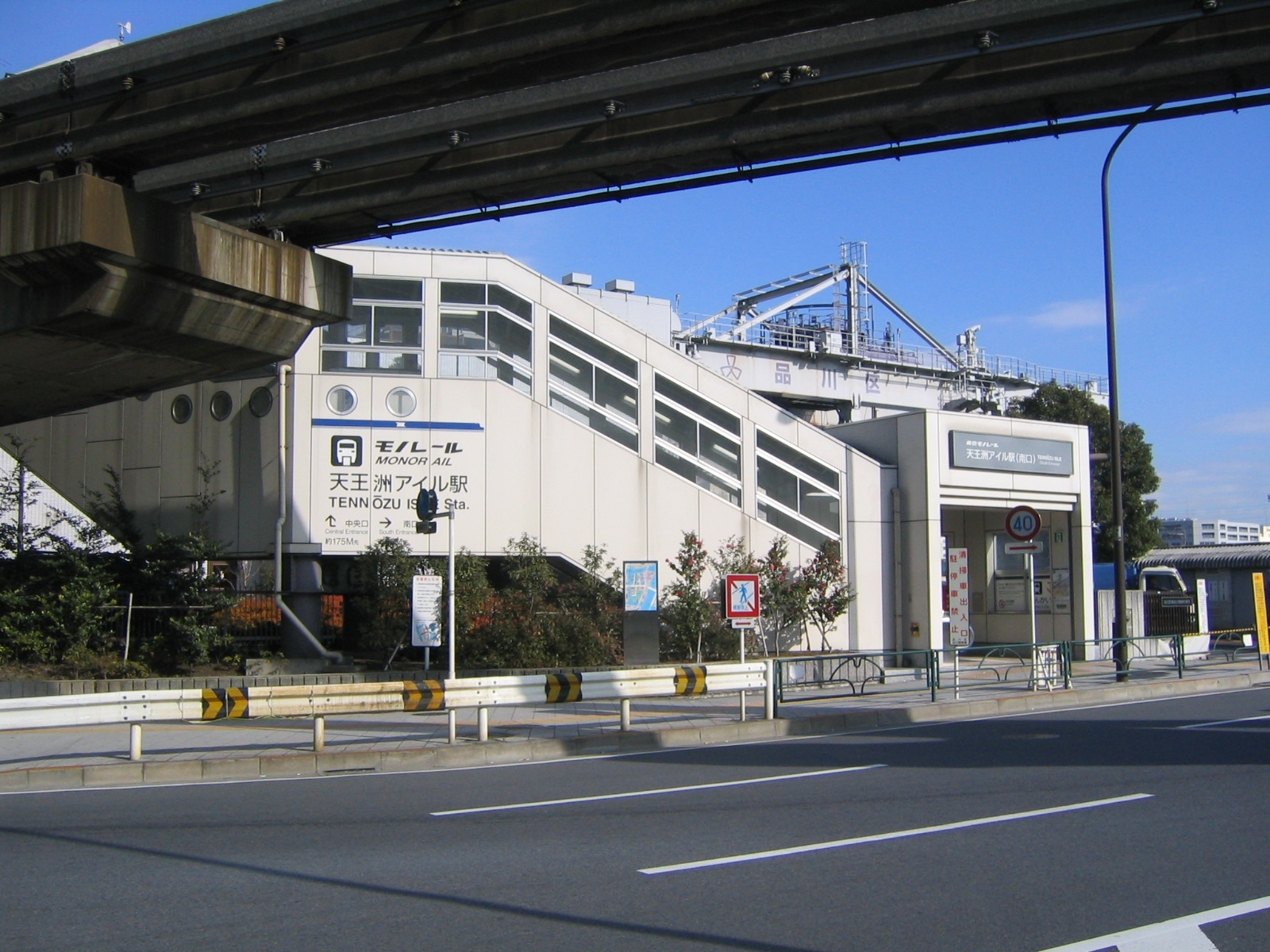
天王洲アイル駅。NENEの生家の最寄り駅。

NENE（旧名義：Sophiee）は1994年、東京都品川区で生まれた。「ギャングスタ」の兄と真面目で勉強のできる妹を持ち、自分に取り柄がないことを悩んでいた。しかしNENEは自分に自信を持っていて、小さい頃から自分は間違いなくスーパースターになると考えていた。両親は常に喧嘩しており、NENEはその間「部屋でずっとぼーっとして」いた。両親は離婚し、父親はNENEが中学生の時、彼女の元から去っていった。
NENEには「日本を出たい」という願望があり、海外に行く資金を貯めるため、中学校時代から兄の友人が経営するピザ店でアルバイトを始めた。はじめて海外に行ったのは高校1年生のときで、行き先はスペイン、期間は2週間だった。世界旅行の本を目を閉じてめくった所、偶然スペインのページが出たことがきっかけだった。NENEは「高校に行くよりも海外に遊びに行くほうが面白い」という考えから高校2年生のときに学校を中退し、その後すぐにニューヨーク旅行に行った。NENEの親は、彼女の「一度言ったことは曲げない」という性格を理解しているため、彼女の行動を制することはなかった。
ピザ店の先輩に連れられ、15歳頃から六本木のクラブに出入りし始めたNENEはアメリカのカルチャーに憧れを持っていた。兄がギャングスタだったこともあり早い時期から＠＃＄％〔ママ〕を経験した。＠＃＄％を覚えたNENEには「頭おかしくなっちゃった」時期があった。高校2年生頃からレゲエの延長でヒップホップを聴くようになった。エミネムの『Without Me』や『Stan』はNENEに衝撃を与えた。友人にラッパーが多かったこともあり、「ノリで」ラップを始めたNENEは、しだいにラップに熱中していった。2016年4月にはフリーのEPである『SALT』をリリースした。

### Automatic
Automaticはいわゆる「さんピンCAMP」世代で、ラップグループ「RANKER JACK」とクルー「BIG SCORE」でイベント主催をしていた。地元の土浦市や、つくば市にクラブやイベントがほとんど無かったことがきっかけだった。20代後半まで仕事をしながら音楽活動を続けるが、子供ができたのを契機に音楽を辞め、京都府の通販印刷会社に転職した。しかし妻との不和と15時間労働の激務、さらには同僚が過労が原因の事故で亡くなったこともあり、3年間で会社を退職した。妻と離婚したAutomaticは地元に戻り、貯蓄を切り崩しながら「ニート生活」を続けた。この時期のAutomaticは「自分は家族や友人に何ができるだろう？」と考え続けた。
東日本大震災の後すぐに、Automaticはイベントの主催とDJ、ビートメイクを始めた。この時期、彼は友人のラッパー・DEAR'BROを介してRyugo Ishidaと出会った。タトゥーを彫り、鼻ピアスをつけた不良らしい外見にもかかわらず、彼女をきちんとエスコートするRyugoにAutomaticは好感をもった。AutomaticはRyugoがやる気とイメージ、行動力を兼ね備えているのに関わらず結果がうまく出ていないことを勿体無いと感じた。Ryugoに「自分をプロデュースしてくれ」と頼まれたAutomaticは彼の作るラップに没を出し続け、『EverydayIsFlyday』まででおよそ100曲ほどの曲が没となった。その他には互いの好きな音楽を聴かせ合ったり、話し合ったりをした。

## ユニット結成以後のキャリア

### ゆるふわギャングの結成
Ryugo IshidaとNENEはクラブイベント「BLUE MAGIC」で知り合った。2人のタトゥーの入り方が似ていたことがきっかけだった。当初Ryugoのことを知らなかったNENEは家に帰ったのち、彼について検索した。Ryugoの『YRB』のPVを観たNENEは「自分がやりたかったことが詰まっている」と感じ、彼に「一緒に曲を作りたい」と声をかけた。NENEはRyugoの「音楽で売れてやる」という気持ちの強さに感銘を受け、反対にRyugoもNENEの持つパワーに影響を受けた。NENEとRyugo、Ryugoの友人のラッパーのLUNV LOYAL（ルナ・ロイヤル）でチャンス・ザ・ラッパーの『No Problem』のビートジャックをしたのが最初の共同制作だった。
NENEとRyugoが2人で作った最初の曲は『Fuckin’ Car』だった。夏に、遊びの帰りの車中で作られた曲だった。ビートはネットでフリーダウンロードしたものと、メールを通して価格交渉したものの2つを繋ぎ合わせて使った。NENEはRyugoのソロアルバム『EverydayIsFlyday』を聴き、リリックが「ゆるふわ」であると感じた。また、彼の刺青だらけの出で立ち、生い立ちの壮絶さから「ギャングっぽさ」も感じ、2つを重ねて「ゆるふわギャング」というユニット名を提案した。
Automaticの提案に乗り、2人はEPを作ることとなった。制作はスムーズに進み、1ヶ月ほどで5曲が完成した。彼らはその後1stアルバムをリリースするため、クラウドファンディングサイトのCAMPFIREで資金を募った。クラウドファンディングでの資金確保を提案したのはAutomaticだった。Automaticは以前より音源の売上のほとんどが宣伝と流通に持っていかれてしまい、多くのアーティストが生活のため、音楽活動と無関係の仕事をしなければならない現状に疑問を抱いており、「システムが崩壊に向かっているのならば、真剣に新天地への移住を考えてみよう」という考えのもとこうした形式での資金調達を試みた。目標金額は20万円だったが、最終的にはその457パーセントにあたる91万5000円が集まった。クラウドファンディングでの資金調達は若干の批判を集めたほか、土浦から東京に出てきたRyugoは一部から「地元を捨てた」とのヘイトを浴びた。
2016年11月に映画試写会のため山梨県を訪れたゆるふわギャングは『Mars Ice House』のアルバムイラストを描いたグラフィティライター・KANEとSD JUNKSTAのラッパー・WAXに出会う。嫌なことが立て続けにたくさんあり、意気消沈していた2人は、彼らから貰った激励の言葉に感激し、帰路の車中で歌詞を書き続けた。『stranger』『大丈夫』の2曲はこのときの経験をもとに作られた。
| 「                                          | WAXさんはその日に初めて会ったんですけど、初対面のときから『ゆるふわじゃーん！』って来てくれて。それで『音楽好きだよ』みたいなことも言ってくれて、すごく嬉しかったんです。今までそういうことがなくって、曲とか作っても『いや、まだまだ』みたいな感じの人が多かったし、リュウ君の地元とかも同じ感じだった。でも、WAXさんたちに会って、純粋に良いモノを良いって言ってくれるオトナの人がいるんだ、と思って。それに食らっちゃって。 | 」 |
| —Sophiee（INTERVIEW: ゆるふわギャングより） | |    |

### 1stアルバム『Mars Ice House』の発表
ゆるふわギャングの1stアルバム『Mars Ice House』は2017年4月5日にリリースされた。「Mars Ice House（火星の氷の家）」というアルバム名は、火星移住実験の基地・プロジェクトの名称を引用したものだった。森美術館の『宇宙と芸術展』でこの建造物の展示を見た2人は、この計画に関わった夫婦1組、博士2人の4人をそれぞれ自分たち2人とAutomatic、A&Rの肥後にオーバーラップさせ、この名前をアルバム名に用いることを決めた。資金調達方法についての批判が影響し、アルバム後半の楽曲はメッセージ性の強いものとなった。Ryugoはこのことを「ネガティヴな人がたくさんいたから、それすらもポジティヴに全員殺してる気持ちなんです」と形容した。アルバムリリース後のインタビューで、2人は「このアルバムは特にキッズに、大人にはキッズの気分で聴いてほしい」と語った。
『Mars Ice House』のリリース時はほとんどの曲を車中で作っていた。これはRyugoが金銭的問題から高速道路を使えず、土浦から東京までの3時間をフリースタイルして過ごしたのがきっかけだった。見える景色をそのまま曲にすることも度々あり、たとえば『Hunny Hunt』は東京ディズニーランドで作られた曲だった。この方法について、Ryugoは「アルバム制作中に観ていたリル・ウェインのドキュメンタリーの影響かもしれない」と語った。同アルバムの最後の曲である『Escape To The Paradise』のみ厚木のスタジオで収録され、2人は「ロケットに乗ってるようなすごい幸せな気分」でレコーディングをした。
「ゆるふわギャング」としての活動は2人にポジティブな影響を与えた。NENEは「本当にただの石ころみたいだった」自分が「隕石がぶつかって地球ができた、みたいな感じ」で変化したと語り、「自分を取り巻く環境はどこか暗闇に包まれていた」RyugoはNENEと出会い、「すべて明るく見えるように」なった。「ゆるふわギャング」としての活動は2人の楽曲制作の方法にも影響を与えた。歌詞を書く際「考えながら作っていた」NENEはユニット結成以降はその日の出来事を簡単に曲にしたりすることができるようになり、Ryugoも曲作りの際、おおむね常に自分の力を100パーセント出せるようになった。彼らはこのことを「これを作って、サイヤ人モードに常に入れるようになった」「1UPキノコを取ったよう」と語っている。また、土浦から東京に出てきたRyugoは車から見える、街ごとに変わる景色を元に曲を作ることが多くなった。
ゆるふわギャングの1stMV『FUCKIN CAR』は広範囲に影響を及ぼし、2016年11月にはアジアカルチャーを取り扱うアメリカのメディアプラットフォーム・88risingが、2017年2月にはDJのディプロが、MVをリポストした。

### NENEのMC名変更と『NENE』の発表
2017年12月6日にはNENEが初のソロアルバムである『NENE』をリリースした。それまでEPしかリリースしたことのなかったNENEは1stアルバムを出した後も楽曲を作り続けており、ソロアルバムを出す構想を練っていた。同アルバムに収録される『High Time』や『High Way』は『Mars Ice House』のリリースから程ない頃に作ったものだったが、多くの曲はソロアルバムを制作することを決断してから作られたものであった。多くの楽曲はスタジオで作られたものだったが、『I Know』『群れたくない』『Shinagawa Freestyle』といった、NENEが家で一人で作り、スタジオに持ってきた曲もあった。
また、この時NENEは名義を「Sophiee」から「NENE」に変更した。「NENE」という名前は彼女の幼少期からの愛称で、自分のよりパーソナルな面を表現するための変更であった。NENEは「東京の中のオアシス」をイメージして同アルバムを作った。東京で生まれ育ったNENEはRyugoの故郷である土浦や、ライブのため赴いた地方を通じ、東京の〈狭さ〉や〈情報の多さ〉を体感し、音楽によって東京に「安らげる場所」を作ろうと試みた。
このアルバムにはRyugo IshidaとAutomaticのほか、SALUやSEEDA、NORIKIYOらを手掛けるプロデューサーであるEstra  a.k.a. OHLDが参加した。ビートの多くはEstraとAutomaticの共同制作であり、NENEと両者の3人でスタジオに入り、意見を出し合いながら作っていったものが多かった。NENEが写真や色などを彼らに見せ、「もう少しこういう雰囲気のものを作りたい」というイメージを伝えることも多かった。
同アルバムの『風』には5lack（スラック、もしくはゴラック）がゲスト参加した。5lackはNENEが日本語ラップを聴き出すきっかけとなったラッパーであり、彼女は以前より「いつか曲を一緒に作りたい」と考えていた。当初この曲にフィーチャリングが入っていなかったが、NENEは完成した曲を車で聴いているとき「この曲に5lackのヴァースが入っていたら良いのではないか」ということを思いつき、彼に客演を申し込んだ。また、『朝に得る』にはSALUが参加した。NENEらは7月、楽曲制作のため軽井沢のスタジオに泊まり込んでおり、同曲はスタジオに遊びに来たSALUがNENEとセッションし、完成したものだった。また、この曲はSALUのアルバム『INDIGO』に収録された『夜に失くす feat.ゆるふわギャング』と対になるものだった。NENEは「ずっと同じ場所で作ってるとインスピレーションが狭まる」という考えと、「ちょうどキャンプがしたかった」という思いから軽井沢での楽曲制作を提案したが、日夜スタジオにこもり続けた彼女らは「夜ちょっと星を見に行って寝る」以外にキャンプらしいことは何もしなかった。この合宿中に『朝に得る』と『TEAM』の2曲が完成した。

### 2ndアルバム『Mars Ice House Ⅱ』の発表
2ndアルバム『Mars Ice House Ⅱ』は2018年12月6日にリリースされた。ゆるふわギャングは2017年11月から翌年1月にかけ2度アメリカに赴き、2週間ずつロサンゼルスに滞在し、レコーディングを行った。Ryugoにとっては初めての、NENEにとっても幼少期以来ほとんど初めての場所だった。同アルバムにはAutomaticとEstraに加え、カナダのプロデューサーであるライアン・ヘムズワースが参加した。NENEはアメリカの「スケールの大きさ」に、両者ともアメリカ国内で音楽活動をする人のハングリーさに、感銘を受けた。また、制作の際使ったスタジオでは夜しかボーカルレコーディングをすることができなかった。すぐ近くに教会があり、昼間にはレコーディングに影響が出るほど大音量の賛美歌が流れていたためであった。スタジオには他の国からきたビートメーカーもいて、新曲を聞かせると真面目に聞いてくれ、意見をくれたりもした。
1回目の滞在では、制作はスムーズに進んだものの、2回目では制作が行き詰まってしまった。Automaticは「気分転換にレコードをジャケ買いしに行こう」と提案し、クルーは気分転換のため、ハリウッドにある大型のレコード店であるアメーバ・ミュージックに向かうことにした。NENEはそこでカナダ人アーティストであるAntwoodのCDを手にとった。彼女はAntwoodのことを知らなかったものの、スタジオに帰って聞いたそのアルバムはとても良いものだった。スタジオのエンジニアから「〈Antwood〉は南アフリカの言葉で〈正解〉を意味する言葉だ」と聞いた彼女らは高揚し、彼の楽曲『Don't GO』をサンプリングした楽曲『Antwood』を作成した。
制作した楽曲のうち、アルバムに収録されなかった没曲は2曲ほどだった。この「無駄の無さ」について2人は「あまり考えずに、感情を重視して曲を作ったから」であるとし、アルバムからこぼれた曲は「感情が乗り切っていなかった曲」だったと語った。
| 「                              | ね。やっぱり感情が乗ってないと、ひとには伝わらないから。わざとエモくなる必要はないけど、そのときそうなったなら、もう書くしかない。そういうときにバーッと書けたりするし、そういう気持ちには自分で早く気づきたいし、大事にしたいとは常に思ってます。 | 」 |
| —NENE（CDJournal CDJ PUSHより） | |    |

## 音楽性
ゆるふわギャングの音楽性をFLJは「トラップからメロウさを抽出して清潔感を加味したようなAutomaticのビートに乗る二人の声質のバランスが絶妙で、リリックのドラマにぐいぐい引き込まれる」と表現している。また、FNMNLの和田哲郎は『Mars Ice House』を、突然出会ったRyugo IshidaとNENEが、様々な場所へ移動することによって形成された、ロードムービーのようなアルバムであると形容している。

### 影響
映画やドラマから多くのインスピレーションを得ており、『Mars Ice House』の制作時には『トゥルー・ロマンス』『パルプ・フィクション』『グーニーズ』『冷たい熱帯魚』『ピンポン』『パイレーツ・オブ・カリビアン』『ストレンジャー・シングス』などを観たと語っている。映画のワンシーンから想像を膨らませて曲を作ることもあり、たとえば『Bleach The World』は『冷たい熱帯魚』の「生きるってのは痛いんだ」という台詞を自分たちに重ね合わせて作った曲だった。
また、普段聞く音楽としてSUPERCAR、電気グルーヴ、ゴリラズのほか、ビートルズ、ニルヴァーナといったクラシックなロックバンドを挙げている。ヒップホップではミーゴス、グッチ・メイン、ビッグ・ショーンなどを聞くほか、「よりルーツに近いもの」も聞くようにしているという。また、Ryugoは中学生時代よりTHE BLUE HEARTSを好んで聞いており、「曲を聴くとスゴく元気をもらえる」と語っている。また、NENEはアメリカの音楽が持つ、歌詞の回りくどさを好み、これを日本語に落とし込むことを意識している。

## ディスコグラフィ

### アルバム

#### ゆるふわギャングとしてのアルバム
| タイトル         | 発売日        | 備考   |
| ---------------- | ------------- | ------ |
| Mars Ice House   | 2017年4月5日  | [ 17 ] |
| Mars Ice House Ⅱ | 2018年7月4日  | [ 30 ] |
| CIRCUS CIRCUS    | 2019年3月29日 | [ 31 ] |
| GOA              | 2020年7月10日 |        |
| GAMA             | 2022年6月15日 |        |
| Journey          | 2022年7月13日 |        |

#### ソロアルバム・EP
| タイトル           | 発売日        | 備考                                      |
| ------------------ | ------------- | ----------------------------------------- |
| Everyday Is Flyday | 2016年5月20日 | Ryugo Ishidaの1stソロアルバム。           |
| NENE               | 2017年12月6日 | NENEの1stソロアルバム。                   |
| TAPE TAPE          | 2019年9月18日 | Ryugo IshidaのBlackEyePatchとのコラボEP。 |
| 夢太郎             | 2020年12月9日 | NENEのソロEP。                            |
| The bread is baked | 2023年1月27日 | Ryugo Ishidaのソロアルバム。              |

### シングル
| タイトル                                | 発売日         | 備考                                    |
| --------------------------------------- | -------------- | --------------------------------------- |
| Make Up                                 | 2017年8月16日  | [ 36 ]                                  |
| Contains Samples from SUPERCAR - Single | 2018年4月25日  | [ 37 ]                                  |
| Speed                                   | 2018年5月30日  | [ 38 ]                                  |
| Fresh All Day                           | 2019年3月13日  |                                         |
| GIFT                                    | 2019年12月25日 |                                         |
| Ah                                      | 2020年5月20日  |                                         |
| Ying Yang                               | 2021年9月6日   |                                         |
| MADRAS NIGHT PART2 Feat. 鎮座 DOPENESS  | 2021年10月19日 |                                         |
| Alissa                                  | 2022年1月13日  |                                         |
| Unforgettable                           | 2022年3月9日   |                                         |
| On The Ground                           | 2023年6月24日  |                                         |
| no.9                                    | 2023年11月29日 | 「ゆるふわギャング & 踊ってばかりの国」 |